# Candyman 3 – Der Tag der Toten
Candyman 3 – Der Tag der Toten (Originaltitel Candyman 3: Day of the Dead) ist ein US-amerikanischer Horrorfilm aus dem Jahre 1999. Die Direct-to-Video-Produktion war der dritte und zugleich letzte Teil der Candyman-Trilogie. Mit Candyman wurde 2021 dann noch eine Fortsetzung zur Reihe, basierend auf einem Drehbuch von Jordan Peele und Win Rosenfeld, unter der Regie von Nia DaCosta, veröffentlicht.

## Handlung
Caroline McKeever ist davon überzeugt, dass der Candyman nicht existiert. Deshalb ruft sie ihn gemeinsam mit ihrer Freundin, um dessen Nicht-Existenz zu beweisen. In der darauffolgenden Spielfilmhandlung kommt es zu mehreren Morden, bei denen sich herausstellt, dass Caroline die Nachfahrin von Robitaille ist. Caroline wird deshalb von der Polizei verdächtigt, die Morde begangen zu haben. Mit Hilfe einer Wahrsagerin erkennt Caroline, dass sie die Gemälde des Candyman zerstören muss.
Es kommt zu einem Kampf, in dem es Caroline gelingt, den Candyman zu töten, indem sie seine Bilder aufschlitzt und verbrennt.

## Synchronisation
| Rolle                        | Darsteller      | Synchronsprecher   |
| ---------------------------- | --------------- | ------------------ |
| Daniel Robitaille / Candyman | Tony Todd       | Thomas Albus       |
| Caroline McKeever            | Donna D’Errico  | Susanne von Medvey |
| Lt. Det. Samuel Deacon       | Wade Williams   | Gudo Hoegel        |
| Miguel Velasco               | Mark Adair-Rios | Florian Halm       |

## Kritiken
„Zweite Fortsetzung eines Horrorfilms, die jedoch die Konventionen des Genres weitgehend verleugnet und ihren Killer als Serientäter ohne mythologische Dimensionen präsentiert. Dadurch werden zwar simple Erfolgsformeln erfüllt, durch das Fehlen einer effektiven Spannungsdramaturgie verbreitet der Film jedoch nur gähnende Langeweile, der auch Ströme von Blut nichts entgegenzusetzen haben.“

„Clive Barkers erster "Candyman" von 1992 ist ein kleiner Genre-Klassiker. ‘Candyman 2’ ('95) wirkte schon ausgeblutet, und dieser dritte Teil ist einfach nur lächerlich: Der Bibabutzemann watet im Blut.“